# Kirsty Bertarelli
Pour les articles homonymes, voir Bertarelli.
Kirsty Bertarelli, née Kirsty Roper le 30 juin 1971 dans le comté de Staffordshire, est une compositrice, chanteuse et modèle britannique, ex Miss Royaume-Uni.

## Biographie

### Enfance
Née en Grande-Bretagne, Kirsty passe son enfance dans le Staffordshire. Sa famille possède l’une des plus importantes entreprises de céramique, Churchill China (en).
Elle est ensuite envoyée dans l'internat privé de l'École d'Howell (en) à Denbigh.

### Début de carrière
À 17 ans, elle rejoint une agence de mannequins puis elle est couronnée Miss Royaume-Uni en 1988. Après s’être installée à Londres, elle commence à composer de manière professionnelle et décroche un contrat chez Warner Records.
En 2000, elle cosigne Black Coffee. La chanson, qui est interprétée par le groupe All Saints, se classe première en Grande-Bretagne et figure dans les classements internationaux pendant vingt semaines.
Elle crée également une ligne de vêtements pour femmes sous la marque d'Alinghi et travaille en collaboration avec la marque Audemars Piguet pour le dessin de nouveaux modèles.
Elle continue ensuite d’écrire des chansons et en interprète quelques-unes dans le cadre de la Fondation Smiling Children. Le journal Le Matin déclare qu’elle possède une véritable « voix d’or ».

### Carrière
Après écoute, Universal Music décide de lui proposer un contrat. Le premier single Don’t Say est disponible sur les plateformes en ligne en décembre 2009. Son premier album Elusive paraît alors en janvier 2010, prenant rapidement la 20e place dans le Top Albums suisse.
Au cours de l’année 2010, elle sort deux autres titres en Suisse, Elusive et More than anything. Elle se produit également sur différentes scènes comme lors du Montreux Jazz Festival ou en première partie du groupe Simply Red à Édimbourg et à Zurich.
En 2011, un remix de sa chanson Green est choisi par WWF pour devenir leur hymne lors du 50e anniversaire de leur traditionnel Panda Ball. Elle reverse toutes les recettes de la chanson à WWF pour soutenir leurs projets de conservation à travers le monde.
En janvier 2012, elle signe un contrat exclusif avec Sony/ATV Music Publishing et collabore avec le DJ trance et Armin Van Buuren. Le remix de Van Buuren pour la chanson Twilight figure neuf semaines dans les classements et atteint même la seconde place dans le classement Music Week’s Club. Armin Van Buuren continue son travail avec Kirsty Bertarelli, produisant intégralement son nouveau single Free Of War.
En février 2012, l’album acoustique Green est diffusé sur la plateforme mondiale iTunes et toutes ses recettes sont reversées à WWF pour confirmer le soutien de la chanteuse aux actions de l’organisation.
En mai 2012, le Regent Theatre à Stoke-On-Trent lance le Bertarelli Creative Minds Festival. Il s’agit du premier festival multiculturel soutenu par la Fondation Bertarelli. Quarante-cinq performances artistiques, dans différents domaines, se succèdent durant une semaine en juillet et un jury désigne les meilleures pour la soirée de clôture.
En 2013, Kirsty Bertarelli sort l'album Love is coproduit par Rascal Flatts et produit par Ronan Keating.
En 2016, elle reçoit un diplôme honorifique ès lettre de l'Université de Staffordshire, en reconnaissance de son travail caritatif.

### Vie privée
En 2000, Kirsty épouse Ernesto Bertarelli, un homme d’affaires suisse précédemment à la tête du géant de la biotech Serono et vainqueur de la Coupe de l’America à 2 reprises, en 2003 et 2007, avec son équipe Alinghi. Le couple et leurs enfants vivent en Suisse où ils soutiennent diverses associations caritatives comme la Fondation Smiling Children, et jouent un rôle actif dans la Fondation Bertarelli. Ses projets récents incluent un partenariat avec le département de recherches dans les neuroprothèses de l’École Polytechnique Fédérale de Lausanne, un partenariat avec le gouvernement britannique pour protéger la réserve marine de Chagos (l’une des plus grandes au monde), un programme d’échange entre l’EPFL et Harvard Medical School, des fonds de subvention dans le domaine de la voile et le soutien de la Henna School en Afrique du Sud.
En octobre 2021, le couple annonce son divorce survenu durant l'été de la même année,.

## Fortune
L’édition 2012 de la Sunday Times Rich List la place, avec son mari, au 6e rang des personnes les plus riches de Grande-Bretagne, avec une fortune estimée à 7.4 milliards de livre sterling. Cette édition la place également au premier rang des 1 000 femmes les plus riches de ce pays.
En 2020, sa fortune atteint 9,2 milliards £ et elle est la quatrième femme la plus riche de Grande-Bretagne.